# Lekkoatletyka na Igrzyskach Śródziemnomorskich 1963
Zawody lekkoatletyczne na Igrzyskach Śródziemnomorskich 1963 odbyły się we wrześniu w Neapolu. Startowali tylko mężczyźni. Nie rozegrano biegu na 3000 metrów z przeszkodami, chodu na 20 kilometrów i dziesięcioboju.

## Wyniki

### konkurencje biegowe
| Konkurencja:                    | 1. miejsce                                                                             | Rezultat   | 2. miejsce                                                                                  | Rezultat | 3. miejsce                     | Rezultat |
| Bieg na 100 metrów              | Claude Piquemal · Francja                                                              | 10,5       | Livio Berruti · Włochy                                                                      | 10,6     | Lazar Benakoun · Maroko        | 10,11    |
| Bieg na 200 metrów              | Livio Berruti · Włochy                                                                 | 21,1       | Armando Sardi · Włochy                                                                      | 21,3     | Sergio Ottolina · Włochy       | 21,6     |
| Bieg na 400 metrów              | Michel Hiblot · Francja                                                                | 47,6       | Nikolaos Regoukos · Grecja                                                                  | 48,0     | Jean-Pierre Boccardo · Francja | 48,4     |
| Bieg na 800 metrów              | Francesco Bianchi · Włochy                                                             | 1:50,6     | François Châtelet · Francja                                                                 | 1:50,7   | Jean Pellez · Francja          | 1:51,3   |
| Bieg na 1500 metrów             | Jean Wadoux · Francja                                                                  | 3:54,4     | Tomás Barris · Hiszpania                                                                    | 3:54,5   | Brahim Chemmam · Tunezja       | 3:55,7   |
| Bieg na 5000 metrów             | Mohammed Gammoudi · Tunezja                                                            | 14:07,4 GR | Jean Fayolle · Francja                                                                      | 14:09,3  | Fernando Aguilar · Hiszpania   | 14:12,6  |
| Bieg na 10 000 metrów           | Mohammed Gammoudi · Tunezja                                                            | 29:34,2 GR | Franc Červan · Jugosławia                                                                   | 29:44,8  | Iluminado Corcuera · Hiszpania | 29:54,6  |
| Maraton                         | Bakir Benaïssa · Maroko                                                                | 2:26:50    | Francesco Putti · Włochy                                                                    | 2:36:27  | Hüseyin Aktaş · Turcja         | 2:41:03  |
| Bieg na 110 metrów przez płotki | Michel Chardel · Francja                                                               | 13,9 GR    | Marcel Duriez · Francja                                                                     | 14,1     | Giorgio Mazza · Włochy         | 14,1     |
| Bieg na 400 metrów przez płotki | Roberto Frinolli · Włochy                                                              | 51,4 GR    | Eddy Van Praagh · Francja                                                                   | 52,2     | Robert Poirier · Francja       | 52,4     |
| Sztafeta 4 × 100 metrów         | Livio Berruti · Pasquale Giannattasio · Sergio Ottolina · Armando Sardi · Włochy       | 40,1 GR    | Jean-Louis Brugier · Paul Genevay · Claude Piquemal · Jocelyn Delecour · Francja            | 40,1     | Maroko ·                       | 41,3     |
| Sztafeta 4 × 400 metrów         | Eddy Van Praagh · Jean-Claude Leriche · Jean-Pierre Boccardo · Michel Hiblot · Francja | 3:11,8 GR  | Juan Francisco Suarez · Francisco Javier Sainz · Virgilio González · Pablo Cano · Hiszpania | 3:13,7   | Grecja ·                       | 3:15,4   |
| Chód na 50 kilometrów           | Abdon Pamich · Włochy                                                                  | 4:33:13 GR | Ahmed Messaoud · Tunezja                                                                    | 4:39:47  | Gianni Corsaro · Włochy        | 4:44:38  |

### konkurencje techniczne
| Konkurencja:   | 1. miejsce                    | Rezultat   | 2. miejsce                      | Rezultat | 3. miejsce                    | Rezultat |
| Skok wzwyż     | Mauro Bogliatto · Włochy      | 2,03 m GR  | Dragan Andjelković · Jugosławia | 2,00 m   | Raymond Dugarreau · Francja   | 1,95 m   |
| Skok o tyczce  | Roman Lešek · Jugosławia      | 4,75 m GR  | Roland Gras · Francja           | 4,55 m   | Hervé d’Encausse · Francja    | 4,55 m   |
| Skok w dal     | Luis Felipe Areta · Hiszpania | 7,48 m     | Jean Cochard · Francja          | 7,44 m   | Alain Lefèvre · Francja       | 7,41 m   |
| Trójskok       | Luis Felipe Areta · Hiszpania | 15,65 m    | Giuseppe Gentile · Włochy       | 15,50 m  | Vladimir Njaradi · Jugosławia | 15,25 m  |
| Pchnięcie kulą | Silvano Meconi · Włochy       | 17,82 m GR | Boško Tomasović · Jugosławia    | 17,73 m  | Petar Barišić · Jugosławia    | 17,49 m  |
| Rzut dyskiem   | Dako Radošević · Jugosławia   | 53,96 m    | Gaetano Dalla Pria · Włochy     | 52,95 m  | Franco Grossi · Włochy        | 52,85 m  |
| Rzut młotem    | Zvonko Bezjak · Jugosławia    | 63,59 m GR | Guy Husson · Francja            | 63,20 m  | Ennio Boschini · Włochy       | 59,70 m  |
| Rzut oszczepem | Carlo Lievore · Włochy        | 77,75 m GR | Christian Monneret · Francja    | 76,03 m  | Vanni Rodeghiero · Włochy     | 74,16 m  |

## Tabela medalowa
| Miejsce | Reprezentacja | Złoto | Srebro | Brąz | Razem |
| 1       | Włochy        | 8     | 5      | 6    | 19    |
| 2       | Francja       | 5     | 9      | 6    | 20    |
| 3       | Jugosławia    | 3     | 3      | 2    | 8     |
| 4       | Hiszpania     | 2     | 2      | 2    | 6     |
| 5       | Tunezja       | 2     | 1      | 1    | 4     |
| 5       | Maroko        | 1     | 0      | 2    | 3     |
| 7       | Grecja        | 0     | 1      | 1    | 2     |
| 8       | Turcja        | 0     | 0      | 1    | 1     |
| Poz.    | Razem:        | 21    | 21     | 21   | 63    |